# یان کربوریو
یان کربوریو (انگلیسی: Yann Kerboriou؛ زادهٔ ۵ فوریهٔ ۱۹۸۸) بازیکن فوتبال اهل فرانسه است.